# 73e division aérienne
Pour les articles homonymes, voir 73e division.
La 73e division aérienne (en anglais 73rd Air Division) est une ancienne unité de l'US Air Force. Elle est l'héritière de la 73e escadre de bombardement (73rd Bombardment Wing), activée pendant la Seconde Guerre mondiale et qui a participé à la campagne aérienne contre le Japon et aux bombardements incendiaires meurtriers sur Tokyo, Nagoya et Osaka.
Après la Seconde Guerre mondiale, l'escadre est brièvement réactivée sous le nom de 73rd Air Division à la fin des années 1940, mais est tout aussi rapidement dissoute. Elle est réactivée une dernière fois de 1957 à 1966 pour être affectée à l'Air Defense Command pour évaluer, moderniser et déterminer le niveau de compétence des escadrons de chasseurs-intercepteurs et de missiles du réseau de défense antiaérienne américain.